# Viêm phổi
Viêm phổi là một bệnh cảnh lâm sàng do tình trạng tổn thương tổ chức phổi (phế nang, tổ chức liên kết kẻ và tiểu phế quản tận cùng) như phổi bị viêm, mà chủ yếu ảnh hưởng đến các túi khí nhỏ được gọi là phế nang. Viêm phổi thường gây ra bởi hiện tượng nhiễm trùng do nhiều tác nhân như virus, vi khuẩn, nấm và các vi sinh vật khác như ký sinh trùng thì ít phổ biến hơn. Ngoài ra viêm phổi cũng do nguyên nhân từ hóa chất độc hại
Các triệu chứng thường gặp như cảm, đau ngực, sốt, và khó thở.
Viêm phổi ảnh hưởng khoảng 450 triệu người trên toàn cầu mỗi năm, và làm khoảng 4 triệu người tử vong. Trong thế kỷ XIX, viêm phổi đã được William Osler xem là "the captain of the men of death", sự ra đời của điều trị kháng sinh và vắc-xin trong thế kỷ XX đã cứu rất nhiều người. Tuy vậy, ở các nước đang phát triển, và trong số người rất già, rất trẻ, và mắc bệnh mãn tính, viêm phổi vẫn là nguyên nhân tử vong hàng đầu.

## Nguyên nhân

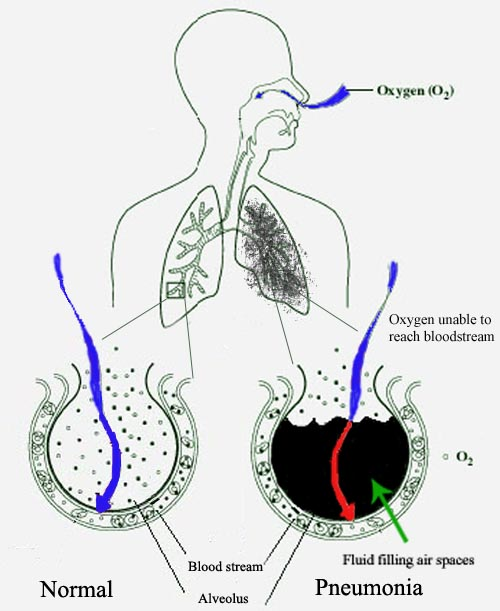
Viêm Phổi

Viêm phổi có thể do biến chứng từ bệnh sởi, ho gà, cúm, viêm phế quản, hen, bệnh đường hô hấp trên như: viêm họng, nhiệt miệng, viêm amidan, viêm xoang... hoặc bất kì bệnh nặng nào khác . Trong các bệnh sưng phổi, nhiều nhất là do vi trùng Pneumococcus. Ngoài ra còn có thể do vi trùng (bacteria) khác, siêu vi trùng (virus), có khi do ký sinh trùng (parasites), hoặc loài nấm (fungus).

## Triệu chứng
- Thở nhanh, nông đôi khi thở rít và cánh mũi phập phồng.
- Ho: Thường có đờm vàng, có thể dính máu.
- Có thể đau ngực.
- Trẻ em đang bị ốm nặng mà thở nông trên 50 lần/1 phút là có thể đang bị viêm phổi.

## Dịch tễ học
| không dữ liệu <100 100–700 700–1400 1400–2100 2100–2800 2800–3500 | 3500–4200 4200–4900 4900–5600 5600–6300 6300–7000 >7000 |

Tỉ lệ tử vong theo tuổi điều chỉnh: Nhiễm trùng đường hô hấp dưới trên 100.000 dân năm 2004.
không dữ liệu
<100
100–700
700–1400
1400–2100
2100–2800
2800–3500
3500–4200
4200–4900
4900–5600
5600–6300
6300–7000
>7000

Viêm phổi là bệnh phổ biến ảnh hưởng khoảng 450 triệu người trên khắp toàn cầu. Đây là căn bệnh gây tử vong ở mọi nhóm tuổi với số ca lên đến 4 triệu người, chiếm 7% dân số thế giới mỗi năm. Tỉ lệ này lớn nhất ở trẻ dưới 5 tuổi, và người già hơn 75 tuổi. Nó xuất hiện nhiều gấp 5 ở các nước đang phát triển so với các nước phát triển. Số ca viêm phổ do virus chiếm khoảng 200 triệu. Ở Hoa Kỳ, đến năm 2009, viêm phổi là bệnh gây tử vong xếp thứ 8. Có 4 triệu người bị sưng phổi mỗi năm, phần lớn là do Pneumococcus trong đó khoảng 40.000 người chết. Nó là một trong những nguyên nhân nhập viện hàng đầu của người trên 65 tuổi. Những người đang mang sẵn các tật bệnh khiến sức đề kháng của cơ thể suy giảm (chẳng hạn như bệnh AIDS, bệnh thận,...) cũng dễ bị sưng phổi Pneumococcus.

### Trẻ em
Năm 2008, viêm phổi ở trẻ em khoảng 156 triệu ca (151 triệu ở các nước đang phát triển và 5 triệu ở các nước phát triển). Năm 2010, nó làm 1,3 triệu trẻ tử vong, hay 18% tổng số ca tử vong đối với trẻ dưới 5 tuổi, trong đó 95% xảy ra ở các nước đang phát triển. Các quốc gia chịu bệnh này nặng nhất như: Ấn Độ (43 triệu), Trung Quốc (21 triệu) và Pakistan (10 triệu). Nó gây tử vong hành đầu trong trẻ em ở các nước có thu nhập thấp. Nhiều trong số các ca tử vong này xảy ra trong thời kỳ sơ sinh. Tổ chức Y tế Thế giới ước tính cứ một trong 3 trẻ sơ sinh chết vì viêm phổi. Khoảng nửa trong số các ca tử vong này có thể ngăn chặn được, vì chúng có thể gây ra bởi vi khuẩn, nếu tác nhân này thì ta có thể dùng vắc-xin để giảm thiểu.

## Biến chứng
Từ phổi, vi trùng Pneumococcus có thể vào máu, gây nhiễm trùng máu (bacteremia), rồi theo máu đến gieo họa tới các cơ quan khác (màng não, tim, khớp...). Một khi nhiễm trùng máu hoặc sưng màng não xảy ra, tử vong sẽ rất cao.

## Điều trị
Nguyên tắc điều trị là sớm, mạnh, đủ liệu trình và theo dõi diễn tiến bệnh. 

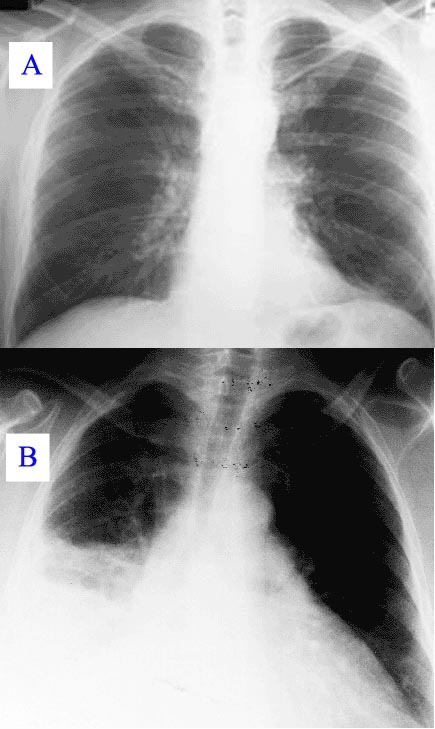
A: Phổi bình thường
B: Phổi bên phải bị viêm

### Điều trị nguyên nhân
- Phải dùng kháng sinh như: penicilin, sunphamit.
- Trường hợp nặng: Tiêm penixilin procain: Người lớn tiêm ngày 2 đến 3 lần mỗi lần 400 000 đơn vị. Hay tiêm ampixilin: người lớn ngày tiêm 4 lần, mỗi lần 500 mg. Trẻ nhỏ dùng liều bằng 1/2 đến 1/4 lần người lớn.

### Điều trị triệu chứng
- Hạ nhiệt và giảm đau: dùng aspirin, axetaminophen.
- Nếu người ốm thở rít: dùng thuốc hen như teophylin hoặc ephedrin.[18]

### Điều trị hỗ trợ
- Cho uống nhiều nước hoặc hít hơi nước nóng.
- Nếu không ăn được: cho ăn thức ăn lỏng.

## Tiêm chủng Vắc-xin
Hiện nay, tiêm phòng vắc-xin là một cách tốt để phòng bệnh sưng phổi gây do vi trùng Pneumococcus. Theo Viện Cao niên Quốc gia (National Institute of Aging) tại Hoa Kỳ, thuốc vắc-xin sưng phổi Pneumococcus (pneumococcal vaccine) hữu hiệu, tài trợ bởi chương trình Medicare, nhưng tính ra, rất nhiều vị có tuổi hoặc đang mang những bệnh nặng chưa chích ngừa. Chỉ tiêu từ các năm qua, từ năm 2000, Cơ quan Y tế Công cộng (Public Health Service) hy vọng trên toàn nước Mỹ số người được chích ngừa phải là trên 60%.
Vi trùng Pneumococcus có nhiều dòng, tuy cùng một giống. Thuốc ngừa sưng phổi Pneumococcus chứa những chất lấy từ 23 dòng vi trùng Pneumococcus khác nhau. Thuốc chích vào người để kích thích cơ thể ta tạo các kháng thể (antibodies) chống lại những dòng vi trùng này.
Đa số người khỏe mạnh chúng ta, 2-3 tuần sau khi chích ngừa, trong người sẽ có kháng thể chống lại hết hay hầu hết các dòng vi trùng này, giúp ta tránh được bệnh sưng phổi gây do chúng (kết quả bảo vệ 85-95%). Người lớn tuổi và nhiều người đang mang một số bệnh kinh niên không tạo được kháng thể tốt như người còn trẻ khỏe, nên sự bảo vệ của thuốc có kém hơn. Trẻ em dưới 2 tuổi cũng thế.
Trung tâm Kiểm soát và Phòng ngừa Tật bệnh (Centers for Disease Control and Prevention) đề nghị các bác sĩ chích ngừa sưng phổi Pneumococcus cho những quý vị thuộc các thành phần sau đây, có thể nguy đến tính mạng nếu bị sưng phổi Pneumococcus: 
- Các vị từ 65 tuổi, dù không có bệnh gì quan trọng.
- Trẻ em trên 2 tuổi và người lớn dưới 65 đang mang các bệnh kinh niên như bệnh tim, bệnh phổi, thận, đái tháo đường, AIDS, ung thư,..., hoặc người đang phải dùng những loại thuốc khiến sức kháng cự của cơ thể suy giảm, như thuốc steroid, các thuốc chống ung thư.
- Người đã cắt lách, hoặc có bệnh lá lách, nên không làm việc bình thường (lá lách là một cơ quan quan trọng trong việc tạo kháng thể).
- Người đang ở trong viện chăm sóc đặc biệt (thí dụ viện dưỡng lão).
- Người đã được thay ghép cơ quan (organ transplant recipients), chẳng hạn như thay ghép thận.
- Người bị xơ gan (cirrhosis), hoặc dù chưa, nhưng nghiện rượu nặng.

Trên nguyên tắc, một mũi thuốc ngừa sẽ bảo vệ ta suốt đời, song những người sau đây nên được chích ngừa lại sau 5 năm, do sự bảo vệ nhạt dần theo thời gian: 
- Không còn lá lách (hoặc lá lách bệnh, không làm việc bình thường);
- Bệnh thận;
- Hội chứng thận hư (nephrotic syndrome: thận không giữ được chất đạm, khiến chất đạm cứ thất thoát ra nước tiểu);
- Thay ghép cơ quan;
- Bệnh phổi tắc nghẽn mạn tính (chronic obstructive pulmonary disease) do hút thuốc lá;
- Tuổi trên 65, lần chích trước, nếu có, đã quá 5 năm rồi.

Sau khi chích ngừa, thường ta chỉ hơi đau và đỏ một chút nơi chỗ chích. Có người bị đau, đỏ nhiều hơn, có khi nóng sốt và nhức mỏi các bắp thịt (dưới 1% các trường hợp chích ngừa). Thỉnh thoảng có người bị phản ứng nặng (anaphylaxis), gây tình trạng trụy tim mạch (khoảng 5/1.000.000 người có phản ứng nặng).
Năm 2005, thuốc chích ngừa cúm hiếm tại Hoa Kỳ (vì hãng thuốc Chiron của Anh Quốc cung cấp đến nửa số thuốc chích ngừa cúm cho địa phương); điều này có thể làm làm tăng trường hợp sưng phổi Pneumococcus trong năm 2006 và sau đó.
Lịch trình chủng ngừa tại Úc

| Tuổi         | HBV | Tet | Diph | Pert | Polio | HIB | Pnm* | ROT | MMR | Men | Var | Flu | Ghi chú |
| ------------ | --- | --- | ---- | ---- | ----- | --- | ---- | --- | --- | --- | --- | --- | --- |
| Mới sinh     | X   |     |      |      |       |     |      |     |     |     |     |     | 'HBV: Viêm gan siêu vi B; Tet: Bệnh uốn ván ; Diph: Bệnh bạch hầu; Pert: Bệnh ho gà; Polio: Bệnh viêm tủy xám; HIB: Viêm màng não do Hemophilus influenzae B; Pnm* (loại 7vPCV) : Viêm màng não do Pneumococcus (trẻ em); Pnm* (loại 23vPPV): Viêm phổi do Pneumococcus (người lớn tuổi); ROT: Tiêu chảy do Rotavirus MMR: Bệnh sởi, Quai bị và Sởi Đức; Men: Viêm màng não do Meningococcus Var Bệnh thủy đậu; Flu: Bệnh cúm |
| 2 tháng      | X   | X   | X    | X    | X     | X   | X    | X   |     |     | x   |     | 'HBV: Viêm gan siêu vi B; Tet: Bệnh uốn ván ; Diph: Bệnh bạch hầu; Pert: Bệnh ho gà; Polio: Bệnh viêm tủy xám; HIB: Viêm màng não do Hemophilus influenzae B; Pnm* (loại 7vPCV) : Viêm màng não do Pneumococcus (trẻ em); Pnm* (loại 23vPPV): Viêm phổi do Pneumococcus (người lớn tuổi); ROT: Tiêu chảy do Rotavirus MMR: Bệnh sởi, Quai bị và Sởi Đức; Men: Viêm màng não do Meningococcus Var Bệnh thủy đậu; Flu: Bệnh cúm |
| 4 tháng      | X   | X   | X    | X    | X     | X   | X    | X   |     |     | x   |     | 'HBV: Viêm gan siêu vi B; Tet: Bệnh uốn ván ; Diph: Bệnh bạch hầu; Pert: Bệnh ho gà; Polio: Bệnh viêm tủy xám; HIB: Viêm màng não do Hemophilus influenzae B; Pnm* (loại 7vPCV) : Viêm màng não do Pneumococcus (trẻ em); Pnm* (loại 23vPPV): Viêm phổi do Pneumococcus (người lớn tuổi); ROT: Tiêu chảy do Rotavirus MMR: Bệnh sởi, Quai bị và Sởi Đức; Men: Viêm màng não do Meningococcus Var Bệnh thủy đậu; Flu: Bệnh cúm |
| 6 tháng      | X   | X   | X    | X    | X     | X   | X    |     |     |     | x   |     | 'HBV: Viêm gan siêu vi B; Tet: Bệnh uốn ván ; Diph: Bệnh bạch hầu; Pert: Bệnh ho gà; Polio: Bệnh viêm tủy xám; HIB: Viêm màng não do Hemophilus influenzae B; Pnm* (loại 7vPCV) : Viêm màng não do Pneumococcus (trẻ em); Pnm* (loại 23vPPV): Viêm phổi do Pneumococcus (người lớn tuổi); ROT: Tiêu chảy do Rotavirus MMR: Bệnh sởi, Quai bị và Sởi Đức; Men: Viêm màng não do Meningococcus Var Bệnh thủy đậu; Flu: Bệnh cúm |
| 12 tháng     |     |     |      |      |       | X   |      |     | X   | x   |     |     | 'HBV: Viêm gan siêu vi B; Tet: Bệnh uốn ván ; Diph: Bệnh bạch hầu; Pert: Bệnh ho gà; Polio: Bệnh viêm tủy xám; HIB: Viêm màng não do Hemophilus influenzae B; Pnm* (loại 7vPCV) : Viêm màng não do Pneumococcus (trẻ em); Pnm* (loại 23vPPV): Viêm phổi do Pneumococcus (người lớn tuổi); ROT: Tiêu chảy do Rotavirus MMR: Bệnh sởi, Quai bị và Sởi Đức; Men: Viêm màng não do Meningococcus Var Bệnh thủy đậu; Flu: Bệnh cúm |
| 18 tháng     |     |     |      |      |       |     |      |     |     |     | X   |     | 'HBV: Viêm gan siêu vi B; Tet: Bệnh uốn ván ; Diph: Bệnh bạch hầu; Pert: Bệnh ho gà; Polio: Bệnh viêm tủy xám; HIB: Viêm màng não do Hemophilus influenzae B; Pnm* (loại 7vPCV) : Viêm màng não do Pneumococcus (trẻ em); Pnm* (loại 23vPPV): Viêm phổi do Pneumococcus (người lớn tuổi); ROT: Tiêu chảy do Rotavirus MMR: Bệnh sởi, Quai bị và Sởi Đức; Men: Viêm màng não do Meningococcus Var Bệnh thủy đậu; Flu: Bệnh cúm |
| 4 tuổi       |     | X   | X    | X    | X     |     |      |     | X   |     |     |     | 'HBV: Viêm gan siêu vi B; Tet: Bệnh uốn ván ; Diph: Bệnh bạch hầu; Pert: Bệnh ho gà; Polio: Bệnh viêm tủy xám; HIB: Viêm màng não do Hemophilus influenzae B; Pnm* (loại 7vPCV) : Viêm màng não do Pneumococcus (trẻ em); Pnm* (loại 23vPPV): Viêm phổi do Pneumococcus (người lớn tuổi); ROT: Tiêu chảy do Rotavirus MMR: Bệnh sởi, Quai bị và Sởi Đức; Men: Viêm màng não do Meningococcus Var Bệnh thủy đậu; Flu: Bệnh cúm |
| 10-13 tuổi   | X   |     |      |      |       |     |      |     |     |     | X   |     | 'HBV: Viêm gan siêu vi B; Tet: Bệnh uốn ván ; Diph: Bệnh bạch hầu; Pert: Bệnh ho gà; Polio: Bệnh viêm tủy xám; HIB: Viêm màng não do Hemophilus influenzae B; Pnm* (loại 7vPCV) : Viêm màng não do Pneumococcus (trẻ em); Pnm* (loại 23vPPV): Viêm phổi do Pneumococcus (người lớn tuổi); ROT: Tiêu chảy do Rotavirus MMR: Bệnh sởi, Quai bị và Sởi Đức; Men: Viêm màng não do Meningococcus Var Bệnh thủy đậu; Flu: Bệnh cúm |
| 15-17 tuổi   |     | X   | X    | X    |       |     |      |     |     |     |     |     | 'HBV: Viêm gan siêu vi B; Tet: Bệnh uốn ván ; Diph: Bệnh bạch hầu; Pert: Bệnh ho gà; Polio: Bệnh viêm tủy xám; HIB: Viêm màng não do Hemophilus influenzae B; Pnm* (loại 7vPCV) : Viêm màng não do Pneumococcus (trẻ em); Pnm* (loại 23vPPV): Viêm phổi do Pneumococcus (người lớn tuổi); ROT: Tiêu chảy do Rotavirus MMR: Bệnh sởi, Quai bị và Sởi Đức; Men: Viêm màng não do Meningococcus Var Bệnh thủy đậu; Flu: Bệnh cúm |
| Trên 64 tuổi |     |     |      |      |       |     | X    |     |     |     |     | X   | 'HBV: Viêm gan siêu vi B; Tet: Bệnh uốn ván ; Diph: Bệnh bạch hầu; Pert: Bệnh ho gà; Polio: Bệnh viêm tủy xám; HIB: Viêm màng não do Hemophilus influenzae B; Pnm* (loại 7vPCV) : Viêm màng não do Pneumococcus (trẻ em); Pnm* (loại 23vPPV): Viêm phổi do Pneumococcus (người lớn tuổi); ROT: Tiêu chảy do Rotavirus MMR: Bệnh sởi, Quai bị và Sởi Đức; Men: Viêm màng não do Meningococcus Var Bệnh thủy đậu; Flu: Bệnh cúm |

Nguồn: Trung tâm chủng ngừa Úc